# Bonnencontre
Bonnencontre ist eine französische Gemeinde mit 441 Einwohnern (Stand: 1. Januar 2022) im Département Côte-d’Or in der Region Bourgogne-Franche-Comté. Sie gehört zum Arrondissement Beaune und zum Kanton Brazey-en-Plaine.
Nachbargemeinden sind Saint-Nicolas-lès-Cîteaux im Nordwesten, Charrey-sur-Saône im Nordosten, Esbarres im Südosten, Pagny-la-Ville und Lechâtelet im Süden, Auvillars-sur-Saône im Südwesten und Broin im Westen.

## Bevölkerungsentwicklung
| Jahr                       | 1962 | 1968 | 1975 | 1982 | 1990 | 1999 | 2008 | 2015 |
| -------------------------- | ---- | ---- | ---- | ---- | ---- | ---- | ---- | ---- |
| Einwohner                  | 236  | 209  | 202  | 242  | 276  | 343  | 398  | 450  |
| Quellen: Cassini und INSEE |      |      |      |      |      |      |      |      |